# Prin-Deyrançon
Prin-Deyrançon település Franciaországban, Deux-Sèvres megyében. Lakosainak száma 597 fő (2022. január 1.). Prin-Deyrançon Cram-Chaban, Le Bourdet, Épannes, Mauzé-sur-le-Mignon, La Rochénard és Saint-Hilaire-la-Palud községekkel határos.

## Népesség
A település népességének változása:
| Lakosok száma | 629  | 616  | 606  | 604  | 600  | 600  | 598  | 597  |
|               | 2013 | 2015 | 2017 | 2018 | 2019 | 2020 | 2021 | 2022 |